# فيريدي (لويزيانا)
فيريدي (بالإنجليزية: Ferriday, Louisiana)‏ هي بلدة أمريكية تقع في الولايات المتحدة في لويزيانا. يقدر عدد سكانها بـ 3,511 نسمة .

## التركيبة السكانية
حدّد مكتب تعداد الولايات المتحدة بيانات التركيبة السكانية لفيريدي في تعداد الولايات المتحدة. في ما يلي، التركيبة السكانية حسب تعدادي 2000 و2010.

### تعداد عام 2000
بلغ عدد سكان فيريدي 3,723 نسمة بحسب تعداد عام 2000، وبلغ عدد الأسر 1,350 أسرة وعدد العائلات 918 عائلة مقيمة في البلدة. في حين سجلت الكثافة السكانية 882.2 نسمة لكل كيلومتر مربع (2,284.9/ميل2). وبلغ عدد الوحدات السكنية 1,498 وحدة بمتوسط كثافة قدره 355 لكل كيلومتر مربع (919.4/ميل2).
وتوزع التركيب العرقي للبلدة بنسبة 24.09% من البيض و74.89% من الأمريكيين الأفارقة و0.19% من الأمريكيين الأصليين و0.27% من الأمريكيين ذوي الأصول الآسيوية و0.03% من سكان جزر المحيط الهادئ و0.19% من الأعراق الأخرى و0.35% من عرقين مختلطين أو أكثر و0.46% من الهسبانيون أو اللاتينيون من أي عرق.
بلغ عدد الأسر 1,350 أسرة كانت نسبة 42.2% منها لديها أطفال تحت سن الثامنة عشر تعيش معهم، وبلغت نسبة الأزواج القاطنين مع بعضهم البعض 30.7% من أصل المجموع الكلي للأسر، ونسبة 33.8% من الأسر كان لديها معيلات من الإناث دون وجود شريك،  بينما كانت نسبة 3.5% من الأسر لديها معيلون من الذكور دون وجود شريكة وكانت نسبة 32% من غير العائلات. تألفت نسبة 29.3% من أصل جميع الأسر من عدة أفراد يعيشون في نفس المنزل ونسبة 13.4% كانت تتألف من شخص يعيش بمفرده يبلغ من العمر 65 عاماً أو أكثر. وبلغ متوسط حجم الأسرة المعيشية 2.62، أما متوسط حجم العائلات فبلغ 3.27.
بلغ العمر الوسطي للسكان 34.2 عاماً. وكانت نسبة 31.9% من القاطنين تحت سن الثامنة عشر، وكانت نسبة 9.6% بين الثامنة عشر والرابعة والعشرين عاماً، ونسبة 22.1% كانت واقعةً في الفئة العمرية ما بين الخامسة والعشرين والرابعة والأربعين عاماً، ونسبة 17.9% كانت ما بين الخامسة والأربعين والرابعة والستين، ونسبة 13.3% كانت ضمن فئة الخامسة والستين عاماً فما فوق. يوجد لكل 100 أنثى 77.1 ذكر، ويوجد لكل 100 أنثى في الثامنة عشر من عمرها فما فوق 68.8 ذكر.
بلغ متوسط دخل الأسرة في البلدة 14,732 دولارًا، أما متوسط دخل العائلة فبلغ 18,636 دولارًا. وكان متوسط دخل الذكور 23,654 دولارًا مقابل 16,725 دولارًا للإناث. وسجل دخل الفرد الخاص بالبلدة 8,767 دولارًا. وكانت نسبة 40.7% من العائلات ونسبة 47.4% من السكان تحت خط الفقر، وكان من هؤلاء نسبة 70.2% تحت سن الثامنة عشر ونسبة 25.1% في الخامسة والستين من العمر وما فوق.

### تعداد عام 2010
بلغ عدد سكان فيريدي 3,511 نسمة بحسب تعداد عام 2010، وبلغ عدد الأسر 1,310 أسرة وعدد العائلات 860 عائلة مقيمة في البلدة. في حين سجلت الكثافة السكانية 832 نسمة لكل كيلومتر مربع (2,154.9/ميل2). وبلغ عدد الوحدات السكنية 1,497 وحدة بمتوسط كثافة قدره 354.7 لكل كيلومتر مربع (918.7/ميل2).
وتوزع التركيب العرقي للبلدة بنسبة 15.41% من البيض و83.40% من الأمريكيين الأفارقة و0.26% من الأمريكيين الأصليين و0.26% من الأمريكيين ذوي الأصول الآسيوية و0.17% من الأعراق الأخرى و0.51% من عرقين مختلطين أو أكثر و0.26% من الهسبانيون أو اللاتينيون من أي عرق.
بلغ عدد الأسر 1,310 أسرة كانت نسبة 38.2% منها لديها أطفال تحت سن الثامنة عشر تعيش معهم، وبلغت نسبة الأزواج القاطنين مع بعضهم البعض 23.3% من أصل المجموع الكلي للأسر، ونسبة 37.6% من الأسر كان لديها معيلات من الإناث دون وجود شريك،  بينما كانت نسبة 4.7% من الأسر لديها معيلون من الذكور دون وجود شريكة وكانت نسبة 34.4% من غير العائلات. تألفت نسبة 30.9% من أصل جميع الأسر من عدة أفراد يعيشون في نفس المنزل ونسبة 11.2% كانت تتألف من شخص يعيش بمفرده يبلغ من العمر 65 عاماً أو أكثر. وبلغ متوسط حجم الأسرة المعيشية 2.62، أما متوسط حجم العائلات فبلغ 3.31.
بلغ العمر الوسطي للسكان 31.9 عاماً. وكانت نسبة 31.7% من القاطنين تحت سن الثامنة عشر، وكانت نسبة 9.3% بين الثامنة عشر والرابعة والعشرين عاماً، ونسبة 22.4% كانت واقعةً في الفئة العمرية ما بين الخامسة والعشرين والرابعة والأربعين عاماً، ونسبة 24.1% كانت ما بين الخامسة والأربعين والرابعة والستين، ونسبة 12.5% كانت ضمن فئة الخامسة والستين عاماً فما فوق. وتوزع التركيب الجنسي للسكان بنسبة 44.1% ذكور و55.9% إناث.

## أعلام
- هوارد سميث
- ليندا غيل لويس
- كامبل براون
- بوب باربر
- أليوت د. كولمان
- جيمي وارن